# Europaeum (Oxford)

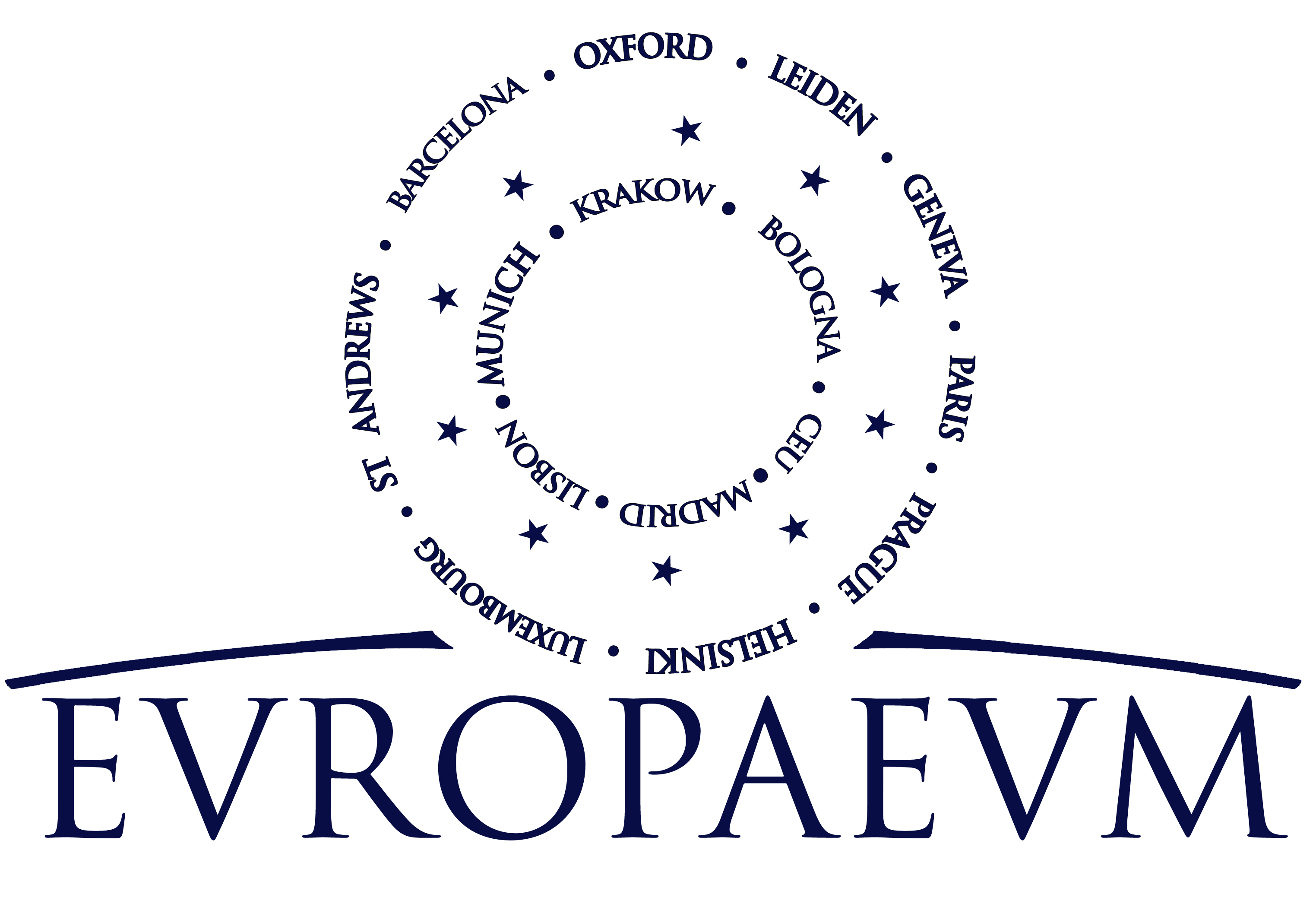
Gründung: 1992
Hauptsitz: Oxford
Derzeitige Mitgliederanzahl: 18
Direktor: Hartmut Mayer
Schirmherrschaft: Prinz Hans-Adam II. von Liechtenstein

Das Europaeum ist ein Netzwerk von achtzehn führenden Universitäten in Europa. Es wurde 1990–1991 von Lord Weidenfeld und Sir Ronnie Grierson konzipiert und überzeugte Roy Jenkins, der gerade Kanzler der Universität Oxford geworden war, diese Initiative in Zusammenarbeit mit den Universitäten Leiden und Bologna voranzutreiben. In der Folge wurde die Förderung der Bildung durch die Förderung von Europastudien an der Universität Oxford und anderen europäischen Hochschulen mit Verbindungen zu Oxford unterstützt.

## Wichtige Programme
Das Europaeum organisiert gemeinsame Programme, wie das MA European History and Civilization oder das Europaeum Václav Havel Masters Program (EMAP). Partneruniversitäten des einjährigen MA-Studiengangs Europäische Geschichte und Zivilisation sind die Universität Leiden, die Universität Paris 1 Pantheon-Sorbonne und die Universität Oxford. Die teilnehmenden Studenten besuchen jede dieser Universitäten für ein Trimester. Das Europaeum Václav Havel Masters Program, benannt nach Václav Havel, dem verstorbenen tschechischen Dissidenten und Präsidenten, ist ein zweijähriges Masterprogramm in europäischer Gesellschaft und Politik. Dieses Programm wird von der Universität Leiden, der Universität Paris 1 Pantheon-Sorbonne und der Karlsuniversität in Prag organisiert.

## Mitglieder
Das Europaeum hat derzeit achtzehn Mitgliedsuniversitäten in fünfzehn Ländern. Deutschland, Spanien und das Vereinigte Königreich sind die einzigen Länder mit mehr als einer Mitgliedsinstitution.
Belgien
- Katholieke Universiteit Leuven

Tschechische Republik
- Karls-Universität

Dänemark
- Universität Kopenhagen

Finnland
- Universität Helsinki

Frankreich
- Université Paris 1 Panthéon-Sorbonne

Deutschland
- Ludwig-Maximilians-Universität München
- Freie Universität Berlin

Estland
- Universität Tartu

Italien
- Universität Bologna

Niederlande
- Universität Leiden

Luxemburg
- Universität Luxemburg

Polen
- Jagiellonen-Universität

Portugal
- Katholische Universität Portugal

Spanien
- Universität Pompeu Fabra
- Universität Complutense Madrid

 Schweiz
- Hochschulinstitut für internationale Studien und Entwicklung

Vereinigtes Königreich
- University of Oxford
- University of St Andrews

Das Europaeum unterhält auch eine „besondere Beziehung“ zur Mitteleuropäischen Universität Budapest/Wien, um seine Unterstützung für diese Institution zu bekunden.